# イルベサルタン
イルベサルタン（Irbesartan）はアンジオテンシンII受容体拮抗薬のひとつで、高血圧治療薬。フランスの旧サノフィ社（サンテラボとの合併前、現在のサノフィ）で開発された。日本での製品名はアバプロ（大日本住友製薬）およびイルベタン（塩野義製薬）。また、アムロジピン（ベシル酸塩）との合剤としてアイミクス、トリクロルメチアジドとの合剤としてイルトラがある。

## 効能・効果
- 高血圧症

服用開始時に一過性の急激な血圧低下が起こることがある。

## 禁忌
アリスキレンを投与中の糖尿病患者では、他治療の効果が著しく悪い場合を除き、原則禁忌である。また妊婦または妊娠している可能性のある婦人や製剤成分に過敏症のある患者は禁忌である。

## 副作用
重大な副作用としては、血管浮腫、高カリウム血症、ショック、失神、意識消失、腎不全、肝機能障害（0.1〜1%未満）、黄疸（0.1〜1%未満）、低血糖、横紋筋融解症が知られている。（頻度未記載は頻度不明）
治験で見られた副作用は、
- 自他覚所見(13.0%)：眩暈(2.7%)、咳嗽(1.6%)、頭痛(1.1%)等、
- 臨床検査値異常(15.6%)：CK(CPK)上昇32例(3.6%)、ALT(GPT)上昇21例(2.3%)、AST(GOT)上昇18例(2.0%)等

であった。

## 薬理
イルベサルタンはアンジオテンシンII受容体へ結合し、拮抗・阻害作用を示す。
ロサルタンと同様に尿細管のURAT-1トランスポーターを阻害するため、尿酸が再吸収されず、血清尿酸値の低下をもたらす。

## エビデンス
IDNTとIRMA2という海外での大規模臨床試験では、2型糖尿病での腎症進展において他剤と比べ有意差が認められた。
心不全患者においての大規模臨床試験では、プラセボと比較して総死亡では有意差を認めなかった。